# 梶井純
梶井 純（かじい じゅん、1941年1月2日 - 2019年7月23日）は、日本の漫画評論家。本名は長津忠。貸本漫画を主な評論対象とする。東京都出身。

## 略歴・人物
東京都豊島区目白生まれ。1963年中央大学経済学部卒業。出版社勤務、編集プロダクション代表を経てフリーの評論家。
十代のある時期、トキワ荘に近い場所に居住していた。また、小学生のころから野球に熱中しており、高校では野球部に入り、大学では準硬式野球部に入った（1年の途中で退部）。
1967年に石子順造、権藤晋、菊池浅次郎（山根貞男）と、日本初の漫画評論誌『漫画主義』を創刊。1972年から7年間、『週刊読書人』にてマンガ時評を連載した。
また、著書『戦後の貸本文化』は、かつてはメジャーな文化でありながらほとんどその分析がされていない貸本文化についての、貴重な研究資料である。ただし、呉智英の著書『現代漫画の全体像』において、「貸本漫画のメインの読者は娯楽漫画が好きなはずで、梶井がもちあげる芸術的な貸本漫画を好きだとして語るのはおかしい」と評されている。
1999年に三宅秀典、ちだ・きよし、権藤晋、吉備能人、三宅政吉らと「貸本マンガ史研究会」を結成。同会の会誌『貸本マンガ史研究』に貸本漫画についての評論を発表している。
また、骨董品好きで、骨董についての著書もある。
2019年7月23日午前3時37分、虚血性心疾患のため東京都荒川区の病院で死去、78歳。

## 著書

### 単著
- 『戦後の貸本文化』、東考社、1979年5月
- 『骨董紀行 満身創痍の風格』、北冬書房、1992年3月、ISBN 978-4892890864
- 『トキワ荘の時代 寺田ヒロオのまんが道』、筑摩書房、1993年7月、ISBN 978-4480051929 - 本書は、市川準監督の映画『トキワ荘の青春』の原案の1つになった。
  - 『トキワ荘の時代』、ちくま文庫、2020年2月、ISBN 978-4480436498。
- 『骨董遊行』、北冬書房〈風景とくらし叢書〉、1996年12月、ISBN 978-4892891014
- 『執れ、膺懲の銃とペン 戦時下マンガ史ノート』、ワイズ出版、1999年8月、ISBN 978-4898300114

### 共著
- 石子順造、菊池浅次郎（山根貞男）、権藤晋共著『現代漫画論集』 青林堂 1969年
- 梶井純他 『つげ義春の世界』、青林堂編集部編、青林堂、1970年
- 『つげ忠男の世界』、つげ義春研究会編、北冬書房、1994年1月（非売品）
- 梶井純他、貸本マンガ史研究会編著 『貸本マンガreturns』、ポプラ社、2006年3月、ISBN 978-4591091913
- 宮部精一,黒沢哲哉,竹内オサム,梶井純共著 『漫画家たちの戦争6 別巻資料』、金の星社 2013年

### その他
- 『現代マンガ悲歌 対話録』、青林堂、1970年 - 多くの漫画家と評論家との対談集。